# Адская кухня (фильм, 2019)
«Адская кухня» (англ. The Kitchen) — американская криминальная драма Андреа Берлофф, основанная на одноимённой серии комиксов, которую издавала компания DC Comics под импринтом Vertigo. В главных ролях: Мелисса МакКарти, Элизабет Мосс, Тиффани Хэддиш. Они сыграли жен ирландских бандитов, которые взяли на себя управление организованными преступными операциями в районе Адская кухня в Нью-Йорке в 1970-х годах после того, как ФБР арестовало их мужей.

## Сюжет
Действие фильма происходит в преступном Манхэттене 70-х. Ирландские бандиты держат в страхе бизнесменов и собирают долги для итальянской мафии. Самые сильные из них в результате провальной операции оказались в тюрьме, в результате чего их работу начинают выполнять их жёны…

## В ролях
| Актёр                | Роль                                             |
| -------------------- | ------------------------------------------------ |
| Мелисса МакКарти     | жена Джимми Кэти Бреннан                         |
| Элизабет Мосс        | жена Роба Клэр Уолш                              |
| Тиффани Хэддиш       | жена Кевина Руби О'Кэролл                        |
| Донал Глисон         | Гэбриел О'Мэлли                                  |
| Джереми Бобб         | муж Клэр Роб Уолш                                |
| Джеймс Бэдж Дейл     | муж Руби Кевин О'Кэролл                          |
| Брайан Д’Арси Джеймс | муж Кэти Джимми Бреннан                          |
| Марго Мартиндейл     | мать Кевина Хелен О'Кэрролл                      |
| Common               | агент ФБР Гэри Сильверс                          |
| Билл Кэмп            | крёстный отец бруклинской мафии Альфонсо Коретти |
| Алисия Коппола       | Мария Корретти                                   |
| Э.Дж. Бонилья        | агент ФБР Гонсало Мартинес                       |
| Аннабелла Шиорра     | жена Альфонсо Мария Коретти                      |
| Мик Вотфорд          | Джеки "Малыш" Куинн                              |
| Уэйн Дювалл          | отец Кэти Ларри                                  |
| Джон Шэриан          | Даффи                                            |
| Памела Данлэп        | мать Кэти Мэри                                   |
| Брайан Тарантина     | Бернс                                            |
| Уилл Свенсон         | Майкл Мариано                                    |
| Мэтт Хельм           | Колин                                            |
| Энгус О'Брайен       | Марк Уильямс                                     |

## Релиз
В США фильм вышел 9 августа 2019 года. В России фильм вышел 26 сентября 2019 года.

## Съёмки
Основные съёмки начались 7 мая 2018 года в Нью-Йорке и завершилась в сентябре 2018 года.